# Cromosoma 11

Cromátida del cromosoma 11.

El cromosoma 11 es uno de los 23 pares de cromosomas del cariotipo humano. La población posee, en condiciones normales, dos copias de este cromosoma, uno heredado de la madre y uno del padre durante la reproducción sexual. El cromosoma 11 posee alrededor de 144 millones de pares de bases. La identificación de genes en cada uno de los cromosomas es obtenida por medio de diferentes métodos, lo que da lugar a pequeñas variaciones en el número de genes estimados en cada cromosoma, según el método utilizado. Se estima que el cromosoma 11 representan entre el 4 y el 4,5 % del ADN total de la célula.

## Genes

### Número de genes
Identificar los genes en cada cromosoma es una área de investigación activa. Debido a que los investigadores usan métodos distintos para pronosticar el número de genes en cada cromosoma, varía el número de genes estimados. El cromosoma 11 alberga una cantidad estimada de unos 1747 genes, incluyendo 40 % de los 856 receptores del olfato, que se localicen en veintiocho genes singulares y múltiples agrupados por lo largo de este cromosoma.
| Base de datos | Genes codificantes de proteínas | ADN no codificante | Pseudogenes | Fecha      | Ref.               |
| ------------- | ------------------------------- | ------------------ | ----------- | ---------- | ------------------ |
| CCDS          | 1 239                           | --                 | --          | 26/10/2022 | [ 2 ]              |
| HGNC          | 1 278                           | 491                | 731         | 11/04/2025 | [ 5 ]              |
| Ensembl       | 1 317                           | 1 264              | 839         | 13/05/2024 | [ 6 ]              |
| UniProt       | 1 337                           | --                 | --          | 05/02/2025 | [ 7 ]              |
| NCBI          | 1 297                           | 802                | 868         | 23/08/2024 | [ 8 ] [ 9 ] [ 10 ] |

Algunos de estos genes son:
- HMBS: hidroximetilbilano VIIA

- PTS: 6-piruvoiltetrahidropterina sintasa

- SAA1: sérica amiloide A1

- SBF2: SET binding factor 2

- SMPD1: esfingomielina fosfodiesterasa 1, ácida lisosomal (esfingomielinasa ácida)

- TECTA: tectorina α (sordera no sindrómica)

- USH1C: Síndrome de Usher 1C (autosómico recesivo, severo)

### Brazo corto (p)
- CAPRIN1: (11p13)
- DRD4: Receptor de dopamina D4, (11p15.5)
- FSHB: Subunidad beta de la hormona Foliculoestimulante, (11p14.1)

- HBB: β-hemoglobina (11p15.4)

- Pax-6: Paired box protein-6, gen homeotico, (11p13)

- INS: Pre-pro-insulina, Proinsulina, (11p.15.5)

- TH: tirosina hidroxilasa, (11p15.2)

- TRIM5alfa: codifica RING-type E3 ubiquitin transferase (11p15.4)

- TRIM21: codifica E3 ubicuitina-proteína ligasa, (11p15.4)

### Brazo largo (q)
- ACAT1: acetil-Coenzima A acetiltransferasa 1 (acetoacetil-Coenzima A tiolasa) (11q22.3)
- ATM: Ataxia telangiectasia mutated (11a22-23)
- CPT1A: carnitina palmitoiltransferasa 1A (hígado) (11q13)
- DHCR7: 7-dehidrocolesterol reductasa (11q13.4)

- MTNR1B: Receptor de melatonina 1B, (11q 21.)
- NuMA: 11q13

## Enfermedades y trastornos

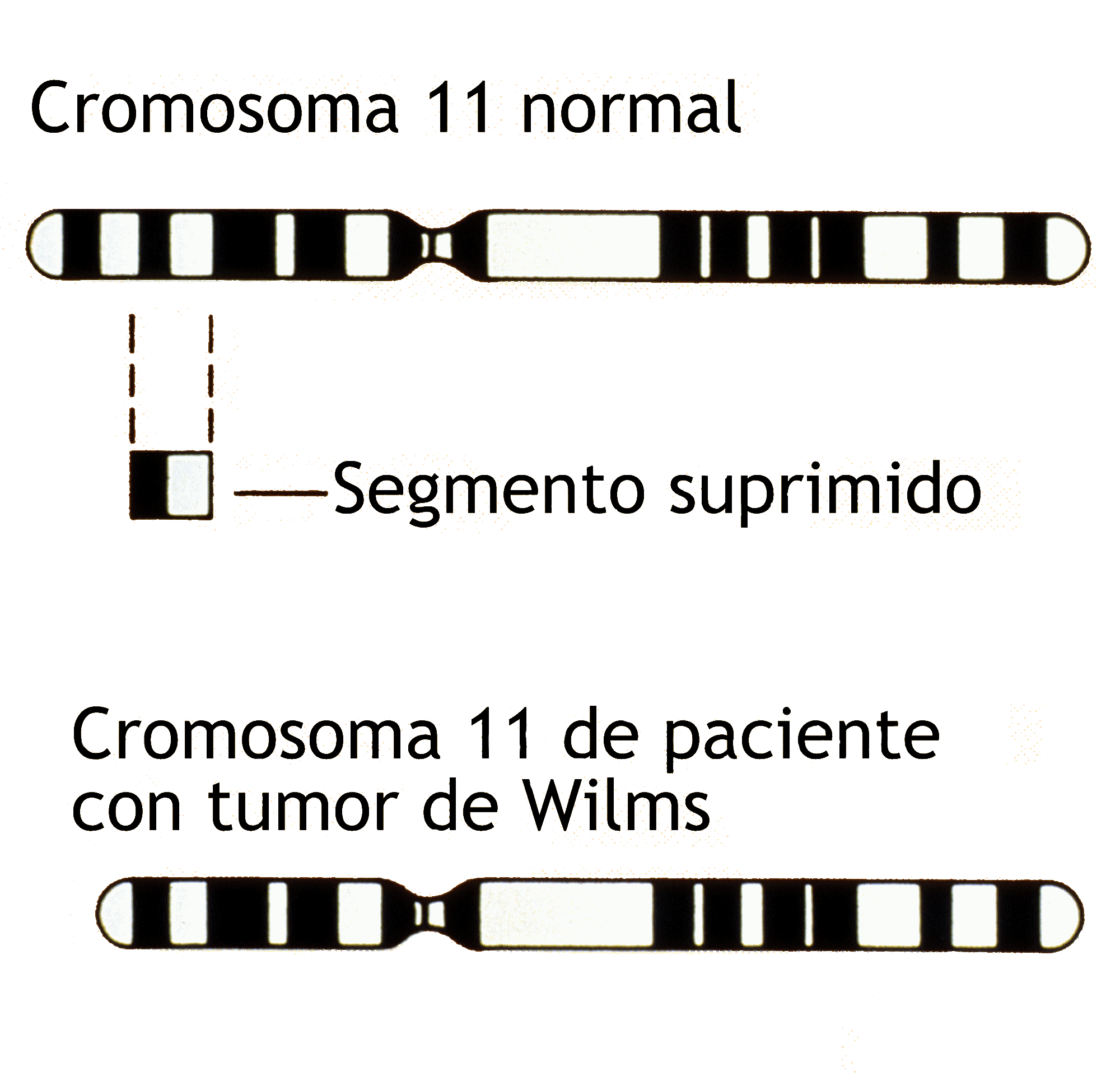
Ilustración que compara un cromosoma 11 normal y un cromosoma 11 anormal con el segmento suprimido que causa el tumor de Wilms.

Los siguientes trastornos están relacionados con cambios en el número o la estructura del cromosoma 11:
- Autismo (neurexina 1)
- Aniridia
- Ataxia telangiectasia
- Porfiria aguda intermitente
- Deficiencia de beta-cetotiolasa
- Beta talasemia
- Cáncer de vejiga
- Cáncer de mama
- Cáncer de colon (Estudios realizados con el ICO (Instituto catalán de oncología))
- Deficiencia de carnitina palmitoiltransferasa I
- Enfermedad de Charcot-Marie-Tooth
- Síndrome de Denys-Drash
- Fiebre mediterránea familiar
- Angioedema hereditario
- Síndrome de Jacobsen
- Síndrome de Jervell y Lange-Nielsen
- Síndrome de Meckel
- Methemoglobinemia, tipo beta-globina
- Neoplasia endocrina múltiple tipo 1
- Enfermedad de Niemann-Pick
- Síndrome de Gilles de la Tourette
- Sordera no sindrómica
- Porfiria
- Síndrome de Romano-Ward
- Anemia de células falciformes
- Síndrome de Smith-Lemli-Opitz
- Deficiencia de tetrahidrobiopterina
- Síndrome de Usher
- Síndrome de Usher tipo I
- Síndrome WAGR
- Síndrome de Papillon-Lefèvre